# Ponad Chmurami
Ponad Chmurami – polski zespół muzyczny wykonujący poezję śpiewaną, założony w 2013 roku przez Katarzynę i Nikodema Jacuków. 

## Historia zespołu
Zespół założony został przez Katarzynę i Nikodema Jacuków. Pierwszy występ sceniczny duetu odbył się w 21 marca 2013 na scenie Studenckiego Centrum Kultury w Opolu, podczas koncertu charytatywnego organizowanego przez studentów wydziału dziennikarstwa. Pierwszego koncertu pod nazwą Ponad Chmurami duet udzielił 5 lipca 2013 w Długopolu-Zdroju. Początki działalności zespołu to okres inspiracji słowem takich artystów jak Leonard Cohen oraz Bułat Okudżawa. W 2015 roku zespół wydał płytę z utworami wschodnimi w polskich tłumaczeniach zatytułowaną Dwa kolory, nagraną w studiu Miejsko-Gminnego Ośrodka Kultury w Bystrzycy Kłodzkiej. Rok później do zespołu dołączył Remigiusz Makowski, grający na skrzypcach. Z muzykiem tym zespół wydał reedycję debiutanckiej płyty pod nową nazwą Maleńka orkiestra nadziei (2016).
W 2017 roku do grona Ponad Chmurami dołączył kontrabasista Adrian Białek, z którym w 2018 roku wydano album świąteczny Wśród nocnej ciszy. 
W 2019 roku ukazała się pierwsza płyta z muzyką Katarzyny i Nikodema Jacuków do wierszy Wiesławy Kwinto-Koczan, Hanny Woś-Dewińskiej czy Marii Czermak, zatytułowana Ponad chmurami. W nagraniach do tej płyty wziął udział Adrian Białek (kontrabas, gitara basowa). Płyta została zrealizowana w studio nagraniowym Arek Kondrowski Studio w Ozimku, a wydana przez wydawnictwo Soliton. Z Adrianem Białkiem zespół zagrał wspólnie 50 koncertów promujących płytę Ponad Chmurami. W styczniu 2020 roku muzyk podjął decyzję o opuszczeniu zespołu
Wiosną 2021 ukazała się płyta zatytułowana Czas nic nie zmienił. Płyta została nagrana i zrealizowana w Studiu Monochrom zlokalizowanym w Górach Bystrzyckich, a wydana przez wydawnictwo Dalmafon. 
W 2020 roku zespół wziął udział w festiwalu Domówka - 2. Internetowy Festiwal Piosenki Uziemionej. Otrzymał wówczas nominację do Festiwalu Danielka w Beskidzie Żywieckim. W tym samym roku wziął udział w 53. Ogólnopolskiej Turystycznej Giełdzie Piosenki Studenckiej w Szklarskiej Porębie, którą opuścił z tą samą nagrodą. Na organizowanym w 2022 roku Festiwalu Danielka zespół wykonał utwory „Własny świat” do wiersza Wiesławy Kwinto-Koczan oraz „Ponad chmurami” do wiersza Krzysztofa Cezarego Buszmana. Zespół został nagrodzony pierwszą nagrodą dla wykonawcy, drugą nagrodą za utwór (dla piosenki „Ponad chmurami”) oraz nagrodą publiczności. Piosenka „Ponad chmurami” znalazła się także w tzw. Złotej Dwudziestce rajdowych piosenek roku przeglądu Bazuna 2023.
W listopadzie 2022 do zespołu dołączył wiolonczelista Adam Garnecki. Od czerwca 2021 zespół współpracuje z realizatorem dźwięku Dominikiem Łochnickim. Natomiast od listopada 2024 do zespołu dołączył Karol Wiciński, grający na altówce oraz gitarach basowych.
W lipcu i sierpniu 2023 roku zespół nagrywa album "małe niebo", którego premiera odbyła się 17 października 2023. Na płycie znalazły się utwory do wierszy Krzysztofa Cezarego Buszmana, Krzysztofa Kasperczyka, Wiesławy Kwinto-Koczan, Hanny Woś-Dewińskiej oraz Ewy Pilipczuk.
W listopadzie 2024 roku zespół nagrał pierwszą płytę koncertową - "Bujający w obłokach". Została ona zarejestrowana w warszawskim Domu Kultury Świt, a zespołowi towarzyszył kwartet smyczkowy. Premiera albumu miała miejsce 14.02.2025 - dwupłytowe wydawnictwo zostało wydane w formacie CD oraz LP.

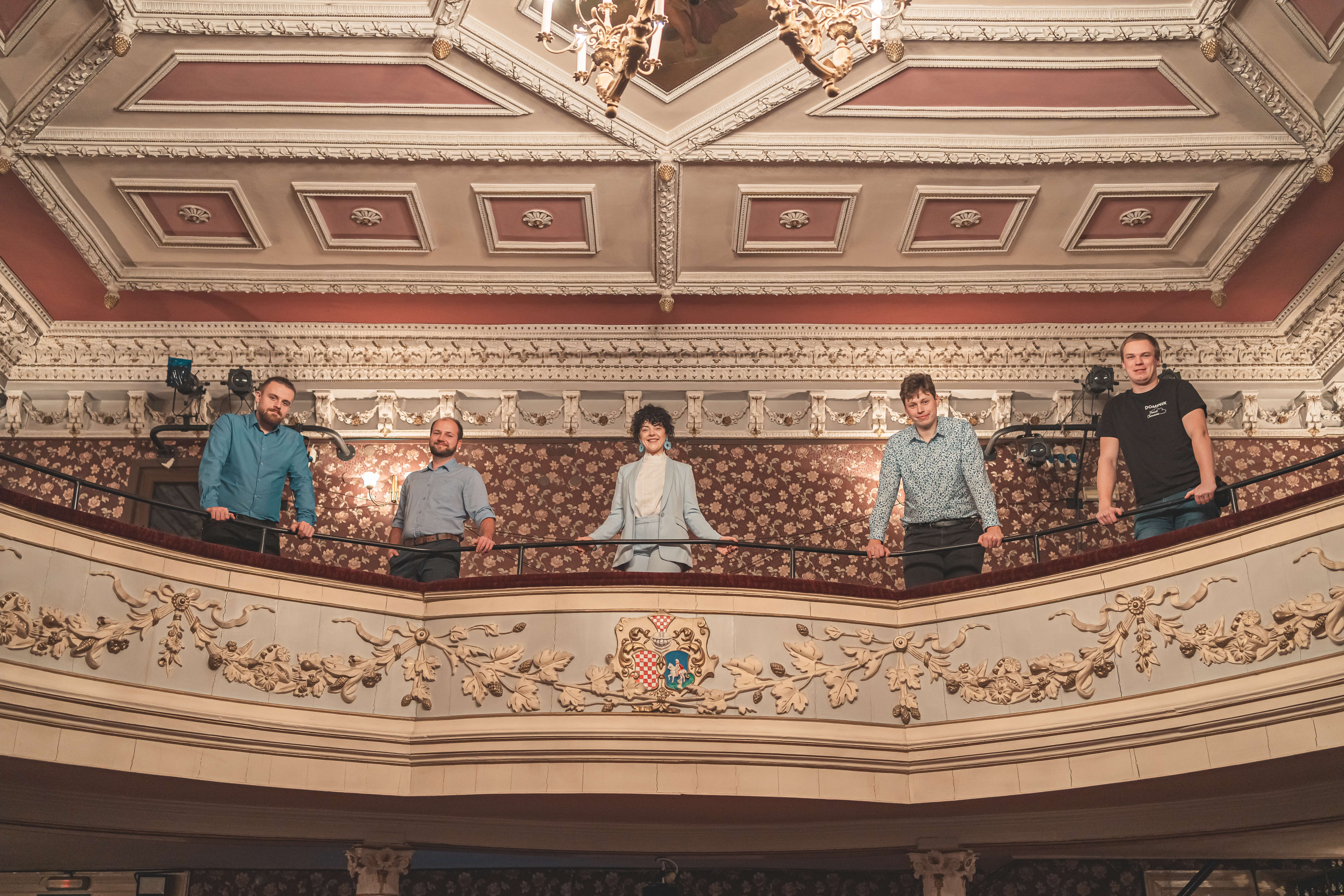
Skład zespołu Ponad Chmurami w 2025 roku

## Muzycy
Obecny skład zespołu:
- Katarzyna Jacuk – śpiew, ukulele, dzwonki chromatyczne
- Nikodem Jacuk – gitara akustyczna
- Adam Garnecki – wiolonczela
- Karol Wiciński – gitary basowe, altówka

- Dominik Łochnicki – realizator dźwięku

Byli członkowie zespołu:
- Remigiusz Makowski – skrzypce
- Adrian Białek – kontrabas, gitara basowa

## Dyskografia
| Rok                            | Dane dot. albumu                                                       | Pozycja na liście |
| Rok                            | Dane dot. albumu                                                       | OLiS              |
| ------------------------------ | ---------------------------------------------------------------------- | ----------------- |
| 2015                           | Dwa kolory - Wydany: luty 2015 - Wytwórnia: Soliton                    | -                 |
| 2016                           | Maleńka orkiestra nadziei - Wydany: 5 lutego 2016 - Wytwórnia: Soliton | -                 |
| 2018                           | Wśród nocnej ciszy - Wydany: 5 lutego 2016 - Wytwórnia: Soliton        | -                 |
| 2019                           | Ponad chmurami - Wydany: 8 marca 2019 - Wytwórnia: Soliton             | -                 |
| 2021                           | Czas nic nie zmienił - Wydany: 12 czerwca 2021 - Wytwórnia: Dalmafon   | -                 |
| 2023                           | małe niebo - Wydany: 17 października 2023 - Wytwórnia: AAM             | 53                |
| 2025                           | Bujający w obłokach - Wydany: 14 lutego 2025 - Wytwórnia: AAM          | 23                |
| „–” pozycja nie była notowana. |                                                                        |                   |